# Lac Tchitogama
Lac Tchitogama är en sjö i Kanada.   Den ligger i regionen Saguenay–Lac-Saint-Jean och provinsen Québec, i den östra delen av landet, 500 km nordost om huvudstaden Ottawa. Lac Tchitogama ligger 168 meter över havet.
I omgivningarna runt Lac Tchitogama växer i huvudsak blandskog. Runt Lac Tchitogama är det mycket glesbefolkat, med 4 invånare per kvadratkilometer.